# Hensaussurea peniculus
Hensaussurea peniculus är en kackerlacksart som beskrevs av Roth, L. M. 1991. Hensaussurea peniculus ingår i släktet Hensaussurea och familjen småkackerlackor. Inga underarter finns listade i Catalogue of Life.